# Kenley (Shropshire)
Kenley – wieś i civil parish w Anglii, w hrabstwie Shropshire. Leży 15 km na południowy wschód od miasta Shrewsbury i 212 km na północny zachód od Londynu. W 2011 roku civil parish liczyła 258 mieszkańców. Kenley jest wspomniana w Domesday Book (1086) jako Chenelie.